# Благовещенка (Днепровский район)
Благовеще́нка (укр. Благовіщенка) — село на территории Николаевской сельской общины Днепровского района Днепропетровской области Украины.
Код КОАТУУ — 1221487202. Население по переписи 2001 года составляло 343 человека.

## Географическое положение
Село Благовещенка находится на берегу реки Сухая Сура, ниже по течению примыкает село Николаевка.
По селу протекают пересыхающие ручьи с запрудами.
Рядом проходит автомобильная дорога Т-0417.

## Объекты социальной сферы
- Клуб.
- Дом культуры.
- Фельдшерско-акушерский пункт.
- Спортивная площадка.
- Стадион.

## Достопримечательности
- Братская могила советских воинов.